# Asna

Chevrón inserido em um escudo, com sua ápice coincidindo com o topo do ponto de honra

A asna ou chaveirão é uma forma em "V" simples, simétrica, que pode ser considerada triângulo equilátero ou isósceles do qual o terceiro lado foi retirado, muito usado como honraria heráldica.
Habitualmente a vértice superior deste compasso será situada no centro do escudo, somente em certas disposições se dispensa esta regra. Suas pernas se apoiam nos vértices inferiores do retângulo em que o escudo se inscreve. Seu significado era relativo a aqueles que fazem grandes obras para proteção promoção da fé.
Esta figura se concedia nas armas daqueles que saiam feridos de suas penas em batalhas. Muitos têm esta figura como um símbolo de proteção e conservação, ou símbolo de glória, de constância e de firmeza, por representar os que tiveram a incumbência de ser sentinela de uma edificação e a fizeram até o final.
Desde a Idade Média, quando se desenvolveram amplamente as marcas divisórias de casa e pertences, a asna, em virtude da facilidade de execução e aplicação a diversos materiais, vem sendo usada para designar propriedades e status. O significado que ela adquiriu em termos militares é, provavelmente, uma extensão do seu uso primitivo.
Na Heráldica japonesa ela também é uma forma frequente, e representa o perfil de uma montanha.